# Heggadihalli, Arkalgud
Heggadihalli là một làng thuộc tehsil Arkalgud, huyện Hassan, bang Karnataka, Ấn Độ.